# カワサキ・Z900
Z900（ゼットきゅうひゃく）はカワサキモータースが製造販売している大型二輪車である。

## Z900（ZR900BKF）
Z900は2016年11月、イタリア・ミラノで開催された国際モーターサイクルショーでお披露目され、日本仕様は2018年3月1日に発表された。Z900はZシリーズのミドルサイズのオートバイとしてZ750、Z800と排気量を増やしながら進化してきたが、Z900はトップモデルのZ1000から排気量を下げるかたちで開発がはじめられた。Z1000の排気量1043ccからボアを77cmから73.4cmとしたことでZ900の排気量は948ccとした。Z1000は220kg-141PSに対して、Z900は210kg-125PS、日本国内価格はZ1000は115万200円、Z900は95万400円と約20万の価格差がありZ1000とは明確に差別化が図られている。
フレームはZ800のバックボーン式からトレリスフレーム式に変更。フロントサスペンションは倒立フォークを採用。フロントブレーキはラジアルマウント式は採用されず、アキシャルマウント式である。派生モデルであるRS・CAFE等とは違い灯火類は一般的な電球を採用しているが、テールランプはLEDでZをあしらった形状となる。
先代のZ800では仕向け地によってABS装備・非装備とあったがZ900からはABSモデルのみとなった。
生産国はタイ及び日本で、各国への輸出はタイからとなっている。